# Oliepalmeekhoorn
De oliepalmeekhoorn (Protoxerus stangeri)  is een zoogdier uit de familie van de eekhoorns (Sciuridae). De wetenschappelijke naam van de soort werd voor het eerst geldig gepubliceerd door Waterhouse in 1842.

## Uiterlijk
Oliepalmeekhoorns kunnen 24 tot 36 cm groot worden en wegen 450 g tot 1 kg.

## Voorkomen
De soort komt voor in Sierra Leone, het oosten van Kenia, Tanzania en Angola.